# Синиша Станкович
Синиша Станкович (26 березня 1892, Заєчар, Сербія — 24 лютого 1972) — югославський біолог, викладач і політик. Голова Президії Народної Скупщини Сербії в 1944—1953 роках. Академік Югославської, Сербської та Словенської академій наук і мистецтв.
З 1924 року був професором зоології Белградського університету.
Брав участь у партизанській боротьбі проти німецької окупації в роки Другої світової війни. У листопаді 1944 року було створено урядову Антифашистську Скупщину за народне визволення Сербії при Народно-визвольній армії Югославії з 270-ти членів. Її очолив Синиша Станкович.
У 1947 році організував і очолив Інститут екології та біогеографії. Також був головою наукової ради Федеративної Республіки Югославія. У 1948 році обраний дійсним членом Сербської академії наук і мистецтв, а в 1948—1966 входив до складу її Президії.
У 1966 році обраний іноземним членом АН СРСР.
Досліджував гідробіологію Охридського озера, праці присвячені гідробіології, зоогеографії.

## Пам'ять і родина
На честь Синиши Станковича названо Інститут біологічних досліджень Белградського університету. Також на його честь 1972 року названо один з видів псевдоскорпіонів, що трапляється в Сербії — Neobisium stankovici.
1972 року вийшов югославський документальний фільм «Портрети — Синиша Станкович».
Мав сина Івана (1921—1973) — лікаря, офтальмолога, декана медичного факультету Белградського університету.